# Vilaine Fille, mauvais garçon
À ne pas confondre avec le téléfilm américain Vilaines Filles et Mauvais Garçons (1994).
Pour plus de détails, voir Fiche technique et Distribution.
Vilaine Fille, mauvais garçon est un film français réalisé par Justine Triet et sorti en 2012.

## Synopsis
La rencontre entre un peintre fauché et une comédienne, dans l'impossibilité de se retrouver seuls, confrontés à des rebondissements de leur situation.

## Fiche technique
- Titre : Vilaine Fille, mauvais garçon
- Réalisation : Justine Triet
- Scénario : Justine Triet
- Photographie : Tom Harari
- Son : Julien Brossier
- Montage : Damien Maestraggi
- Société de production : Ecce Films
- Pays de production :  France
- Durée : 30 minutes
- Dates de sortie : France - avril 2012 (présentation au festival du cinéma de Brive) - 14 août 2013[1] (sortie nationale)

## Distribution
- Thomas Lévy-Lasne
- Laetitia Dosch
- Serge Riaboukine

## Distinctions

### Récompenses
- Prix EFA du film européen à la Berlinale 2012[2]
- Grand prix du court métrage au festival du film de Belfort - Entrevues 2012[3],[4]
- Grand prix du jury au festival Premiers Plans d'Angers 2012[5]
- Prix Ciné+ au festival du cinéma de Brive 2012[6]
- Prix de la mise en scène au Kyiv International Short Film Festival 2012

### Sélections
- Festival du film de Cabourg
- Festival du film de Vendôme 2012
- Festival du film de Sarajevo 2012